# Liste der Baudenkmäler in Erlangen/E
Diese Liste ist eine Teilliste der Liste der Baudenkmäler in Erlangen. Grundlage der Liste ist die Bayerische Denkmalliste, die auf Basis des bayerischen Denkmalschutzgesetzes vom 1. Oktober 1973 erstmals erstellt wurde und seither durch das Bayerische Landesamt für Denkmalpflege geführt und aktualisiert wird. Die folgenden Angaben ersetzen nicht die rechtsverbindliche Auskunft der Denkmalschutzbehörde.
Dieser Teil der Liste beschreibt die denkmalgeschützten Objekte in folgenden Straßen:
- Ebrardstraße
- Egerlandstraße
- Einhornstraße
- Emil-Kränzlein-Straße
- Engelstraße
- Essenbacher Straße

## Ebrardstraße
| Lage                         | Objekt   | Beschreibung | Akten-Nr.                | Bild           |
| ---------------------------- | -------- | --- | ------------------------ | -------------- |
| Ebrardstraße (Standort)      | Pavillon | Offener baldachinartiger Bau mit flachgeneigtem Dach auf sich nach unten verjüngenden Betonstützen, mit Bänken, bezeichnet „1931“ | D-5-62-000-1078 Wikidata | Pavillon       |
| Ebrardstraße 3, 5 (Standort) | Wohnhaus | Doppelhaus mit Zwerchhäusern, zwei Eingänge, um 1925 in reduziert historisierenden Formen Mit Einfriedungsmauer                   | D-5-62-000-119 Wikidata  | Wohnhaus       |
| Ebrardstraße 12 (Standort)   | Wohnhaus | Zweifamilienhaus mit expressionistischen Architekturdetails, 1926                                                                 | D-5-62-000-120 Wikidata  | weitere Bilder |

## Egerlandstraße
| Lage                         | Objekt                             | Beschreibung | Akten-Nr.                | Bild           |
| ---------------------------- | ---------------------------------- | --- | ------------------------ | -------------- |
| Egerlandstraße 22 (Standort) | Katholische Pfarrkirche St. Sebald | Zentralbau über quadratischem Grundriss, Mittelturm mit spitz zulaufendem, gefalteten Zeltdach über baldachinartig ausgezeichneter Altarinsel mit hochliegender Farbverglasung, Betonskelettbau mit Ziegelausfachung, 1966/67 von Paul Becker (Erlangen); mit Ausstattung Pfarrzentrum auf mäanderförmigem Grundriss um Höfe angeordnet, 1968 von demselben Architekten | D-5-62-000-1020 Wikidata | weitere Bilder |

## Einhornstraße
| Lage                       | Objekt                    | Beschreibung                                                                   | Akten-Nr.               | Bild           |
| -------------------------- | ------------------------- | ------------------------------------------------------------------------------ | ----------------------- | -------------- |
| Einhornstraße 3 (Standort) | Bürgerhaus                | Zweigeschossiger Traufseitbau mit Zwerchhaus, 1698                             | D-5-62-000-122 Wikidata | Bürgerhaus     |
| Einhornstraße 5 (Standort) | Bürgerhaus                | Zweigeschossiger Traufseitbau, Erdgeschoss Sandsteinquader, Aufzugserker, 1699 | D-5-62-000-123 Wikidata | weitere Bilder |
| Einhornstraße 7 (Standort) | Wohnhaus                  | Dreigeschossig, Erdgeschoss Sandsteinquader, 1842                              | D-5-62-000-124 Wikidata | weitere Bilder |
| Einhornstraße 9 (Standort) | Gasthaus zum Grünen Markt | Zweigeschossiger Traufseitbau mit Zwerchhaus, 1699                             | D-5-62-000-125 Wikidata | weitere Bilder |

## Emil-Kränzlein-Straße
| Lage                               | Objekt                                                     | Beschreibung                    | Akten-Nr.                          | Bild                                                       |
| ---------------------------------- | ---------------------------------------------------------- | ------------------------------- | ---------------------------------- | ---------------------------------------------------------- |
| Emil-Kränzlein-Straße 4 (Standort) | Pfarrhaus der evangelisch-lutherischen Kirche St. Matthäus | Siehe Rathenaustraße 1, 3, 5, 7 | D-5-62-000-1025 zugehörig Wikidata | Pfarrhaus der evangelisch-lutherischen Kirche St. Matthäus |

## Engelstraße
| Lage                      | Objekt     | Beschreibung                                                                                           | Akten-Nr.               | Bild           |
| ------------------------- | ---------- | --- | ----------------------- | -------------- |
| Engelstraße 1 (Standort)  | Kleinhaus  | Erdgeschossiger Eckbau mit Walmdach, 1747                                                              | D-5-62-000-127 Wikidata | Kleinhaus      |
| Engelstraße 2 (Standort)  | Bürgerhaus | Stattlicher Eckbau mit Mansarddach, Sandsteinquader, Erdgeschoss um 1797, Obergeschoss später          | D-5-62-000-128 Wikidata | weitere Bilder |
| Engelstraße 4 (Standort)  | Wohnhaus   | zweigeschossiger, traufseitiger Fachwerkbau mit Satteldach und Traufgesims, 1. Viertel 18. Jahrhundert | D-5-62-000-1215         | BW             |
| Engelstraße 5 (Standort)  | Bürgerhaus | Zweigeschossiger Traufseitbau, um 1710/20, Tor bezeichnet „1789“                                       | D-5-62-000-129 Wikidata | BW             |
| Engelstraße 7 (Standort)  | Bürgerhaus | Zweigeschossiger Traufseitbau, Erdgeschoss Sandsteinquader, um 1710/20                                 | D-5-62-000-130 Wikidata | BW             |
| Engelstraße 9 (Standort)  | Bürgerhaus | Zweigeschossiger Traufseitbau, Erdgeschoss Sandsteinquader, um 1710/20                                 | D-5-62-000-131 Wikidata | BW             |
| Engelstraße 11 (Standort) | Bürgerhaus | Zweigeschossiger Traufseitbau, Erdgeschoss Sandsteinquader, Zwerchhaus, um 1710/20                     | D-5-62-000-132 Wikidata | Bürgerhaus     |
| Engelstraße 12 (Standort) | Bürgerhaus | Zweigeschossiger Traufseitbau, Sandsteinquader, um 1751/52                                             | D-5-62-000-133 Wikidata | Bürgerhaus     |
| Engelstraße 14 (Standort) | Bürgerhaus | Zweigeschossiger Eckbau mit Walmdach, Erdgeschoss Sandsteinquader, um 1710/20                          | D-5-62-000-134 Wikidata | weitere Bilder |
| Engelstraße 15 (Standort) | Bürgerhaus | Zweigeschossiger Traufseitbau, Erdgeschoss Sandsteinquader, Zwerchhaus, bezeichnet 1710                | D-5-62-000-135 Wikidata | BW             |
| Engelstraße 17 (Standort) | Bürgerhaus | Zweigeschossiger Traufseitbau, Zwerchhaus, 1710/20                                                     | D-5-62-000-136 Wikidata | BW             |

## Essenbacher Straße
| Lage                             | Objekt                                      | Beschreibung                                            | Akten-Nr.               | Bild                                        |
| -------------------------------- | ------------------------------------------- | ------------------------------------------------------- | ----------------------- | ------------------------------------------- |
| Essenbacher Straße 5 (Standort)  | Ehemaliges Gasthaus Goldenes Walfischlein   | Zweigeschossiger Walmdachbau mit Quaderfassade, um 1744 | D-5-62-000-137 Wikidata | Ehemaliges Gasthaus Goldenes Walfischlein   |
| Essenbacher Straße 6 (Standort)  | Villa                                       | Neubarock, um 1920                                      | D-5-62-000-138 Wikidata | Villa                                       |
| Essenbacher Straße 13 (Standort) | Ehemaliges Gasthaus Zum Brandenburger Adler | 1712, zweites Obergeschoss 1867.                        | D-5-62-000-139 Wikidata | Ehemaliges Gasthaus Zum Brandenburger Adler |

## Ehemalige Baudenkmäler
In diesem Abschnitt sind Objekte aufgeführt, die früher einmal in der Denkmalliste eingetragen waren, jetzt aber nicht mehr. Objekte, die in anderem Zusammenhang also z. B. als Teil eines Baudenkmals weiter eingetragen sind, sollen hier nicht aufgeführt werden. Aktennummern in diesem Abschnitt sind ehemalige, jetzt nicht mehr gültige Aktennummern.

| Lage                      | Objekt     | Beschreibung                                                              | Akten-Nr.               | Bild |
| ------------------------- | ---------- | ------------------------------------------------------------------------- | ----------------------- | ---- |
| Engelstraße 19 (Standort) | Bürgerhaus | Zweigeschossiger Traufseitbau mit Zwerchhaus und Rundbogentor, um 1710/20 | D-5-62-000-941 Wikidata | BW   |